# تحويل الطاقة المباشر
يقوم تحويل الطاقة المباشر (بالإنجليزية: Direct energy conversion)‏، أو ببساطة التحويل المباشر، على تحويل الطاقة الحركية للجسيم المشحون إلى جهد كهربي. وتعتبر هذه العملية أحد مخططات استخراج الطاقة من التفاعلات النووية الاندماجية.

## التاريخ والأسس النظرية

### المحصلات الكهروستاتيكية المباشرة
في منتصف ستينيات القرن العشرين، اقتُرح تحويل الطاقة المباشر ليكون وسيلةً لجمع الطاقة من غاز العادم في المفاعلات الاندماجية. وستولد هذه الوسيلة تيارًا مباشرًا من الكهرباء. كان ريتشارد إف. بوست، العالم بمختبر لورانس ليفرمور الوطني، من أوائل الداعمين لهذه الفكرة. وضح بوست أن عملية جمع الطاقة ستتم على خمس خطوات: (1) ترتيب الجسيمات المشحونة لتُكون شعاعًا خطيًا. (2) فصل الشحنات الموجبة عن السالبة. (3) فصل الأيونات إلى مجموعات حسب طاقتها. (4) جمع هذه الأيونات عند تلامسها بالمحصلات. (5) استخدام هذه المحصلات لتكون الطرف الموجب بالدائرة الكهربية. رأى بوست أن كفاءة هذه الوسيلة كانت مُحددةً نظريًا وفقًا لعدد المحصلات.

#### تصميم الستارة الفينيسية
اعتمدت التصميمات الموضوعة في سبعينيات القرن العشرين بواسطة ويليام بار ورالف موير على استخدام شرائط معدنية لها زاوية معينة لجمع هذه الأيونات. وأُطلق عليها تصميم الستارة الفينيسية، لأن هذه الشرائط تشبه شرائح ستائر النوافذ الفينيسية. تعمل هذه الأسطح الشبيهة بالشرائط لتكون أكثر نفاذيةً للأيونات التي تتحرك إلى الأمام عن الأيونات المتحركة إلى الخلف. وتُزيد الأيونات التي تمر عبر هذه الأسطح من الجهد على نحو متتالي، ثم تنعطف لتعود مرةً أخرى إلى الأسطح في مسار مكافئ. تصل الأيونات بعد ذلك إلى أسطح معتمة ثم تُجمَع. وبهذا، تُجرى عملية فرز للأيونات حسب الطاقة؛ إذ تُلتقَط الأيونات ذات الطاقة العالية على الأقطاب الكهربية عالية الجهد.
أدار العالمان ويليام بار ورالف موير مجموعةً أجرت سلسلةً من تجارب تحويل الطاقة المباشر خلال أواخر سبعينيات وأوائل ثمانينيات القرن العشرين. استخدمت التجارب الأولى أشعةً من الشحنات الموجبة والسالبة لتكون وقودًا، واستعرضت التجربة طريقة جمع الطاقة بكفاءة قصوى وصلت إلى 65% وكفاءة صغرى وصلت إلى 50%. كانت التجارب التالية خاصةً بأحد المحولات المباشرة للبلازما، والتي اختُبرت في تجربة المرآة المتماثلة (TMX)، وهو مفاعل اندماجي عامل ذو مرآة مغناطيسية. وفي هذه التجربة، تحركت البلازما على طول خطوط المجال المتباعدة، ما جعلها تنتشر وتتحول إلى شعاع يتحرك للأمام بطول ديباي يصل إلى بضع سنتيمترات. تعكس الشبكات القامعة بعد ذلك الإلكترونات، ثم تجمع المصاعد المُحصِّلة طاقة الأيونات من خلال إبطائها ثم جمعها عند صفائح عالية الجهد. استعرضت هذه الآلة وسيلةً لجمع الطاقة بكفاءة 48%. ومع ذلك، رأى مارشال روزنبلوث أن إبقاء الشحنات المتعادلة للبلازما على مسافة طول ديباي القصير هذا سيكون صعبًا للغاية من الناحية العملية، ولكنه قال إن هذه المشكلة لن تكون في جميع النسخ الخاصة هذه التقنية.
يمكن أن يعمل محول الستارة الفينيسية بنحو 100 إلى 150 كيلو إلكترون فولت من بلازما الديوتيريوم-التريتيوم، بكفاءة تصل إلى 60% تقريبًا في ظل الظروف المتوافقة مع الحالة الاقتصادية، مع إمكانية الوصول إلى تقنية ذات كفاءة تحويل عليا تصل إلى 70% عند تجاهل القيود الاقتصادية.

#### التركيز الكهروستاتيكي الدوري
يعتبر تصور التركيز الكهروستاتيكي الدوري نوعًا آخر من المحولات الكهروستاتيكية، والذي اقتُرح في البداية بواسطة العالم بوست، ثم طُور بواسطة بار وموير. وعلى غرار تصور الستائر الفينيسية، يعتبر هذا التصميم أيضًا محولًا مباشرًا، ولكن تُرتب الصفائح المحصلة في هذا التصميم على مراحل بطول المحور الطولي لقناة التركيز الكهروستاتيكي. ومع تباطؤ الأيونات على طول القناة وصولًا إلى حالة الطاقة الصفرية، تصبح الجسيمات «شديدة التركيز» إلى أن تنحرف بشكل جانبي عن الشعاع الرئيسي، ثم تُجمع. يعمل محول التركيز الكهروستاتيكي الدوري بنحو 600 كيلو إلكترون فولت من بلازما الديوتيريوم-التريتيوم (بين حد أدنى 400 كيلو إلكترون فولت وحد أقصى 800 كيلو إلكترون فولت) بكفاءة تصل إلى 60% في ظل الظروف المتوافقة مع الحالة الاقتصادية، مع إمكانية الوصول إلى تقنية ذات كفاءة تحويل عليا تصل إلى 90% عند تجاهل القيود الاقتصادية.